# Kleos

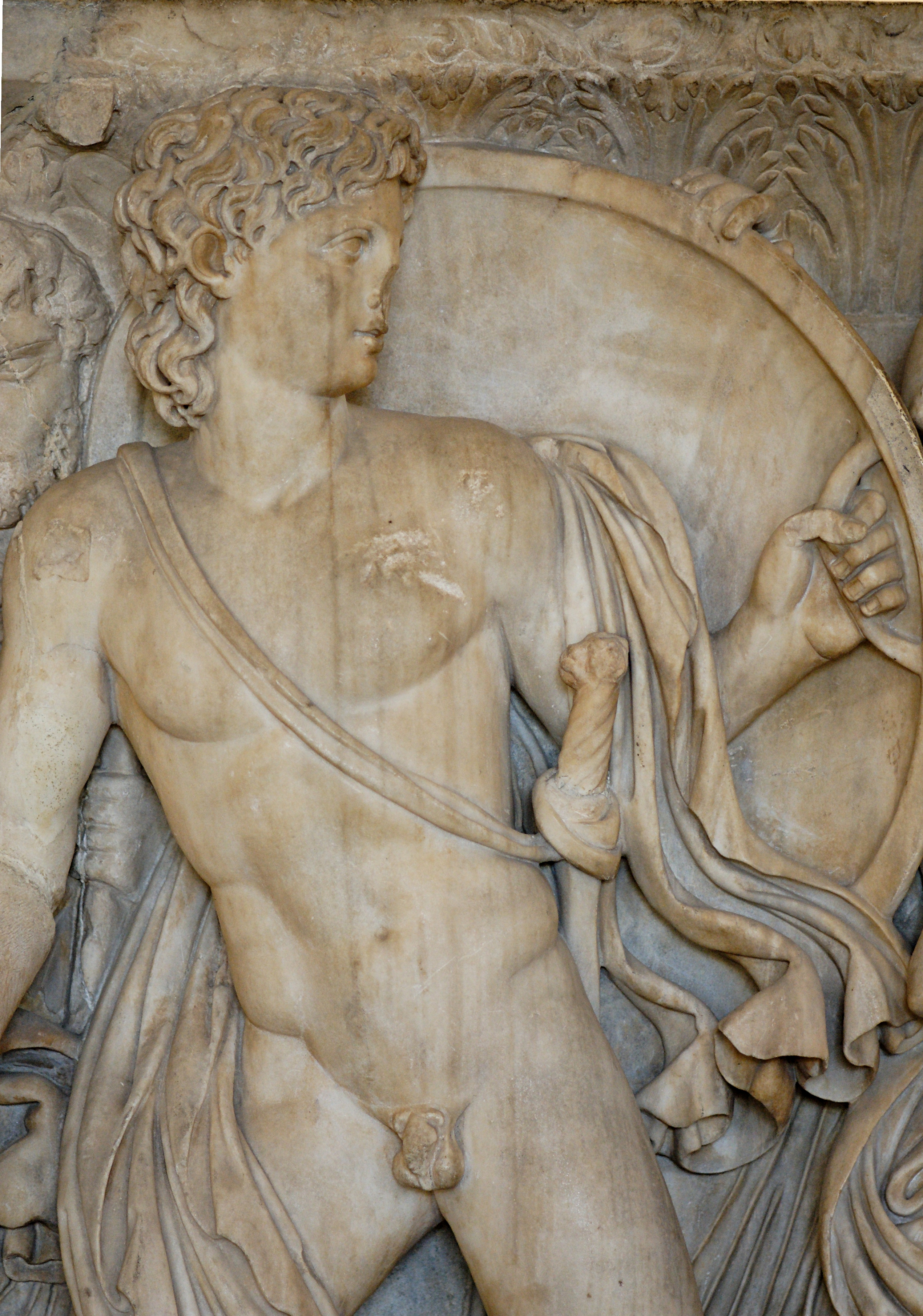
Figura heroica de Aquiles

Kleos (em grego clássico: κλέος) é uma palavra frequentemente traduzido como "glória". Ela está relacionado com a palavra "ouvir" e carrega o significado implícito de "ouvir o que os outros dizem sobre você". Um herói grego ganha kleos por realizar grandes obras, muitas vezes através de sua própria morte.
Kleos é um tema comum em épicos de Homero, a Ilíada e a Odisseia. No primeiro, o exemplo mais elucidativo está ligado a Aquiles, que decide por obter seus kleos através de sua morte na Guerra de Troia em vez de voltar para seu lar (nostos) e ter uma vida longa. Na segunda, Ulisses precisa retornar para sua casa, em Ítaca, onde seu filho Telêmaco o espera, e faz um périplo com esta finalidade. Neste caso, seu kleos se equivale a seu nostos.

## Etimologia
O termo kleos é derivado do termo proto-indo-europeu (PIE) *ḱlewos. Como observa Bruce Lincoln, "Num universo onde a matéria impessoal perdurava para sempre, mas o eu pessoal se extinguia com a morte, o máximo que sobreviveu a esse eu era um boato, uma reputação. Para isso, a pessoa que almejava a imortalidade - uma condição própria dos deuses e antitética à existência humana - era totalmente dependente de poetas e poesia."